# Marek Hilšer do Senátu
„Marek Hilšer do Senátu“ je české politické hnutí zaregistrované v květnu 2018 lékařem Markem Hilšerem pro jeho kandidaturu ve volbách do Senátu PČR na podzim 2018. Marek Hilšer byl již kandidátem v prezidentských volbách v lednu 2018, ve kterých získal 454 949 hlasů (tj. 8,83 %).

## Struktura hnutí
Předsedou hnutí MHS je od června 2018 Marek Hilšer, místopředsedkyní je od prosince 2018 Marie Tichá a členem předsednictva hnutí je od června 2018 Pavel Vychytil.
K roku 2020 i 2022 mělo hnutí 7 členů.

## Účast ve volbách

### Volby do Senátu PČR

#### Rok 2018
Ve volbách do Senátu PČR v roce 2018 byl kandidátem hnutí MHS v obvodu č. 26 – Praha 2 lékař a vysokoškolský pedagog Marek Hilšer. V prvním kole voleb obdržel 15 045 hlasů (tj. 44,45 %), skončil první, a postoupil tak do druhého kola. V něm získal 11 903 hlasů (tj. 79,75 %), a porazil tak protikandidáta Libora Michálka, který získal 20,24 % hlasů.
V horní komoře parlamentu se Marek Hilšer následně stal členem Senátorského klubu Starostové a nezávislí.

#### Rok 2020
Ve volbách do Senátu PČR v roce 2020 za hnutí kandidoval IT specialista a nestraník Lukáš Berta v obvodu č. 60 – Brno-město. V prvním kole voleb obdržel 916 hlasů (tj. 2,07 %), skončil devátý, a nepostoupil tak do druhého kola.

#### Rok 2024
Ve volbách do Senátu PČR v roce 2024 senátor Marek Hilšer obhajoval svůj mandát za hnutí MHS v rámci koalice MHS a Piráti v obvodu č. 26 – Praha 2. V prvním kole vyhrál s 29,42 % hlasů, a postoupil tak do druhého kola. V něm však prohrál poměrem hlasů 45,47 % : 54,52 % s kandidátem hnutí STAN a TOP 09 Miroslavem Bártou, a mandát senátora tak neobhájil.

### Volba prezidenta České republiky

Volební lístek Marka Hilšera v prezidentských volbách

#### Rok 2023
V lednu 2023 za hnutí MHS ve volbě prezidenta České republiky opět kandidoval Marek Hilšer, který získal 142 912 hlasů (tj. 2,56 %), a skončil tak na šestém místě.

## Volební výsledky

### Senát PČR
| Volby | Senátní obvod      | Kandidát     | Volební strana | Volební strana | Navrhující strana | Politická příslušnost | První kolo | První kolo | Druhé kolo | Druhé kolo |
| Volby | Senátní obvod      | Kandidát     | Volební strana | Volební strana | Navrhující strana | Politická příslušnost | Hlasy      | Hlasy      | Hlasy      | Hlasy      |
| Volby | Senátní obvod      | Kandidát     | Volební strana | Volební strana | Navrhující strana | Politická příslušnost | Celkem     | %          | Celkem     | %          |
| ----- | ------------------ | ------------ | -------------- | -------------- | ----------------- | --------------------- | ---------- | ---------- | ---------- | ---------- |
| 2018  | č. 26 – Praha 2    | Marek Hilšer |                | MHS            | MHS               | MHS                   | 15 045     | 44,45      | 11 903     | 79,75      |
| 2020  | č. 60 – Brno-město | Lukáš Berta  | BEZPP          | MHS            | MHS               | 916                   | 2,07       | –          | –          |            |
| 2024  | č. 26 – Praha 2    | Marek Hilšer | MHS, Piráti    | MHS            | MHS               | 5 617                 | 29,42      | 5 298      | 45,47      |            |

### Prezident ČR
| Volby | Kandidát | Kandidát     | První kolo | První kolo | První kolo  |
| Volby | Kandidát | Kandidát     | Hlasy      | Hlasy      | Výsledek    |
| Volby | Kandidát | Kandidát     | Celkem     | %          | Výsledek    |
| ----- | -------- | ------------ | ---------- | ---------- | ----------- |
| 2023  |          | Marek Hilšer | 142 912    | 2,56       | nepostoupil |